# Autalia chapada
Autalia chapada är en skalbaggsart som beskrevs av Hoebeke och Ashe 1994. Autalia chapada ingår i släktet Autalia och familjen kortvingar. Inga underarter finns listade i Catalogue of Life.